# 女人们的谈话 (小说)
《女人们的谈话》（Women Talking）是加拿大作家米丽娅姆·特夫斯（Miriam Toews）于2018年出版的小说。这是她的第七部小说，托夫斯将其描述为“对真实事件的想象回应”，这些真实事件是指在玻利维亚偏远且与世隔绝的门诺派社区马尼托巴殖民地发生的气体迷奸案：2005年至2009年间，该殖民地有超过一百名女孩和妇女醒来时发现自己在睡梦中遭到强奸。这些夜间袭击事件被殖民地长者否认或忽视，直到最终真相大白：一群来自殖民地的男子向受害者家中喷洒动物麻醉剂，使她们失去知觉。特夫斯的小说聚焦于八位门诺派妇女的秘密会议，她们代表殖民地其他妇女，必须决定如何应对这些创伤性事件。她们只有48小时的时间，因为殖民地的男人们外出为强奸犯办理保释手续，即将返回。
该小说曾入围加拿大总督奖和延龄草图书奖，并曾入选都柏林国际文学奖长名单。
2022年，该小说被改编成同名电影，由莎拉·波莉编剧并执导，鲁妮·玛拉、克萊兒·芙伊和弗兰西斯·麦克多蒙德主演。

## 情节
《女人们的谈话》以作者的一段说明开篇，她在其中描述这部小说既是对真实事件的“虚构反应”，也是“一次女性的想象行为”。托尤斯所指的真实事件发生在玻利维亚偏远的门诺派社区——马尼托巴殖民地。在2005年至2009年的几年时间里，女孩和妇女们会醒来发现自己遭到了强奸。这些夜间袭击被归咎于鬼魂和恶魔，或被称为上帝对她们罪孽的惩罚，或者仅仅是“狂野的女性想象”的结果。最终真相浮现：一群男性殖民者使用一种化学喷雾麻醉整个家庭，以便对妇女进行性侵犯。2011年，八名男子在玻利维亚法庭被定罪，每人被判处长期监禁。
故事发生在一个名为莫洛奇纳（Molotschna）的门诺派殖民地，背景是在类似的创伤性事件之后。八名据信实施了夜间袭击的男子被抓捕并关在一个棚屋里。其中一人在被一群愤怒的殖民者对峙时意外死亡，另一人被遭到强奸的女人之一萨洛美（Salome）用镰刀袭击。殖民地主教彼得斯（Peters）叫来城市警察逮捕嫌疑人以保护他们。现在，男人们已经前往城市为嫌疑人办理保释，以便他们可以居家候审。这也将给女人们一个机会去原谅这些男人，以保证每个人在天堂的位置。根据彼得斯的说法，任何不原谅这些男人的女人都将被驱逐出社区。
当男人们离开时，殖民地的女人们举行了一次公投。选票上有三个选项，每个选项都用一幅插图表示：原谅男人，什么也不做；留在殖民地战斗；离开殖民地。“留下战斗”和“离开”的票数相等，于是任命了八名妇女（四名来自弗里斯（Friesen）家族，四名来自洛文（Loewen）家族）来打破僵局。在男人们返回前仅剩的几小时里，妇女们在一个干草棚里举行秘密会议，辩论这个问题并做出决定。
在2009年6月6日至7日的两天时间里，女人们进行了一系列紧急辩论：如何在遭受虐待后保持信仰；如果她们拒绝原谅施害者，是否真的会被剥夺进入天堂的权利；原谅和治愈意味着什么；以及留下或离开的利弊。这八个女人每人都遭受过多次强奸，奥娜·弗里斯（Ona Friesen）还怀上了一个强奸犯的孩子。尽管小说中没有描绘强奸场景，但其暴力性质被暗示出来：格雷塔（Greta）因在袭击中牙齿被打掉而戴着不舒服的假牙；妇女们身上有“淡淡的疤痕，来自绳索的勒痕或割伤”。妇女们被干草棚的主人、年老体弱的欧内斯特·蒂森（Earnest Thiessen）打断。他问妇女们是否在密谋烧毁他的谷仓。弗里斯家族最年长的阿加塔（Agata）回答说：“不，厄尼，没有密谋，我们只是女人们在交谈（we're only women talking）。” 马里切（Mariche）的丈夫克拉斯（Klaas）从城里回来收集十二匹马去拍卖，也爬进了干草棚，被告知女人们刚刚缝完被子。那天晚上他喝醉了，殴打了马里切。
小说以妇女会议记录的形式呈现，记录者是殖民地的男教师奥古斯特·埃普（August Epp），他最近在被驱逐一段时间后返回殖民地。奥古斯特应奥娜的请求做记录，因为妇女们不识字（她们讲低地德语），而奥娜是他单恋的对象和儿时的朋友。除了转录女人们的对话，他也逐渐揭示了自己的背景故事：他的父母被驱逐出殖民地；他在英国的大学学习；他在伦敦参加抗议活动时被捕并被监禁；他父母的死亡和失踪；以及他与抑郁症（门诺派称之为Narfa，意为“神经”）的斗争。
最终，女人们决定离开殖民地，同时带走所有15岁以下的男孩。然而，她们仍然面临被库普兄弟（Koop brothers）发现的危险，这对兄弟在邻近的乔尔蒂扎殖民地（Chortiza Colony）照看着格雷塔心爱的两匹马——露丝（Ruth）和谢丽尔（Cheryl）。为了确保得到马匹并防止兄弟俩向男人们告密，奥蒂（Autje）和奈切（Neitje）这两个十几岁的女孩，以提供性行为为承诺引诱兄弟俩进入干草棚，理由是她们的童贞早已失去。在行事过程中，萨洛美用多年来用在女人们身上的那种颠茄喷雾剂击倒了兄弟俩。她还用喷雾剂对付了“什么也不做”派妇女斯卡菲·詹茨（Scarface Janz），以防她设法去城里通知男人们；也对付了她的儿子亚伦（Aaron），因为他不愿离开殖民地。妇女们乘坐一队马车离开了。
奥古斯特被留下来照看熟睡的兄弟俩，思考着女人们的突然离去、他自己的生活和决定，并预想着殖民地男人们的归来。他揭示了他家被驱逐的真正原因：十二岁时，他开始长得与彼得斯主教惊人地相似。他也明白奥娜请他做记录，并非因为女人们需要记录，而是因为她觉察到他可能有自杀倾向，认为他在女人们的陪伴下执行一项任务会是安全的。

## 反响
《女人们的谈话》在《书目》（Booklist）、《柯克斯书评》（Kirkus Reviews）和《出版人周刊》（Publishers Weekly）获得了星级评论， 并被《纽约时报》评为“年度瞩目好书”。 它还登上了多家媒体的年度最佳图书榜单，包括《环球邮报》（The Globe and Mail）、 《多伦多星报》（The Toronto Star）、 《石板杂志》（Slate Magazine）、 Buzzfeed、 《影音俱乐部》（The A.V. Club）、 《电子文学》（Electric Lit）、 《今日美国》（USA Today）、 《国家书评》（The National Book Review）、 以及《卫报》（The Guardian）。根据Book Marks网站的统计，该书基于三十二位评论家的意见获得了“狂热好评”（"rave"）的共识评级：其中二十位给出“狂热好评”，十二位给出“好评”。 在2019年5/6月号的《书签》（Bookmarks）杂志中，该书获得了四星（满分五星）的评价。
安东尼·卡明斯（Anthony Cummins）在《卫报》撰文称这部小说“勇敢而深思熟虑”，并赞扬了特夫斯“深思熟虑且轻盈”的文笔，尽管书中涉及黑暗的主题。
莉莉·迈耶（Lily Meyer）在美国国家公共电台（美国国家公共电台）将这本书描述为“惊人”且“一本极具深度的智慧之作”；虽然她起初对由男性叙述者讲述这些女性的故事感到疑虑，但最终她认为特夫斯这样做“逆转了这些女性生活其中的父权结构”。
《女人们的谈话》在加拿大媒体中也获得了积极评价，《多伦多星报》称其“充满智慧”且“精妙严谨”，《环球邮报》则赞扬它探究了对女性“至关重要”的问题。
《女人们的谈话》曾入围2018年加拿大总督奖英语小说类决选名单， 并入围2019年延龄草图书奖（Trillium Book Award）。 它还入围了2020年都柏林文学奖长名单。